# Mystrocneme atavia
Mystrocneme atavia là một loài bướm đêm thuộc phân họ Arctiinae, họ Erebidae.